# Annona neosericea
Annona neosericea este o specie de plante angiosperme din genul Annona, familia Annonaceae, descrisă de H. Rainer. Conform Catalogue of Life specia Annona neosericea nu are subspecii cunoscute.